# Urolighederne i Algeriet 2011
Urolighederne i Algeriet 2011 er en i rækken af folkelige demonstrationer i flere arabiske lande i 2011.
I begyndelsen af januar 2011 udbrød der uroligheder og demonstrationer i de fleste større byer i Algeriet, i protest mod arbejdsløshed, korruption og de stigende priser på fødevarer.

## Demonstrationer
Den 12. februar 2011 var der en prodemokratisk demonstration i Algeriets hovedstad Algier. Demonstrationen foregik på 1. maj-pladsen, hvor demonstranterne krævede demokrati og præsident Abdelaziz Bouteflikas afgang. Det vurderes at der er op til 2.000 mennesker i demonstrationen. Demonstranterne blev mødt af massive politistyrker, som forhindrede, at demonstrationen kom ud af kontrol. Men de fleste lokale indbyggere er blevet hjemme, mens til gengæld tusindvis af politifolk er rykket ud i hovedstaden for at gennemtrumfe forbuddet mod demonstrationen.
Der har været undtagelsestilstand i Algeriet siden en islamist revolution, der i 1992 kostede titusinder af menneskeliv. Demonstrationer har ellers været forbudt i Algeriet siden 1992. 
Der har været forlydender om, at flere tusinder politifolk har været udkommanderet op til demonstrationen. Tidligere på året havde protester ført til mindst fem dødsfald. Paraplyorganisationen The Coordination for Democratic Change in Algeria gennemførte demonstrationen, på trods af myndighederne advarsler. Præsidenten havde tidligere besluttet, at demonstrationer ville være tilladt alle andre steder end i hovedstaden, Algier. 

## Baggrund
Algeriet blev i december 1991 ramt af en borgerkrig mellem regeringen og de forskellige  islamistiske grupperinger som sluttede i 1999 efter regeringskræfternes sejr, men er i enkelte regioner endnu ikke ophørt. 
75 procent af den algerierske befolkning er yngre end 30 år og arbejdsløsheden i disse grupper er omkring 20 procent. Selvom Algeriet er verden tredje største naturgasleverandør hersker der alligevel stor fattigdom i landet. 
Det er ulovligt at demonstrere i Algeriet. Dog har præsident Abdelaziz Bouteflika tidligere luftet tankerne om at lovgive demonstrationer, men det er endnu ikke vedtaget ved lov.

## Begivenhederne dag til dag
Onsdag, 5. januar 2011 udbryder der uroligheder i Algier i bydelen  Bab El-Oued.  Hærgende unge angriber med knipler og jernstange banker, luksusforretninger og offentlige bygninger.
Fredag, 7. januar blev der i Ain Lahdjel dræbt en ung mandlig demonstrant under kampe mellem demonstranter og politiet. I Bou Ismail døde en mand af sine kvæstelser, forårsaget af en tåregasgranat.
Lørdag, 8. januar og  Søndag, 9. januar protesterede flere tusinder personer. Anledningen var begravelsen af en 18 år gammel demonstrant, der blev skudt af politiet. 
Ifølge officielle angivelser blev 826 mennesker, derunder 763 politibetjente kvæstet.
Mandag, 10. januar lover regeringen lavere priser på spiseolie og rørsukker.
Tirsdag, 11. januar nedkæmpede politistyrker en demonstration i hovedstaden Algier. 3 døde, 800 såredes og mindst 1100 blev fængslet
Onsdag, 12. januar blev der gennemført en række selvantændelser af desperate mennesker. 
Lørdag, 22. januar var Algier præget af omfattende demonstrationer mod landets ledelse. Mindst 42 personer blev kvæstet, da prodemokratiske demonstranter og politi stødte sammen.
Lørdag, 29. januar kom der igen til uroligheder i Algeriet, formodentlig inspireret af Jasminrevolutionen i Tunesien og oprøret i Egypten.
Lørdag, 12. februar var der på Concorde-pladsen, (den tidligere 1. maj-plads) i Algier en prodemokratisk demonstration. Det vurderes at der var ca. 2.000 mennesker med i demonstrationen og at ca. 200 mennesker blev tilbageholdt. Demonstranterne blev mødt af massive politistyrker og gader og indfaldsveje er blevet afspærret, så busser med demonstranter fra forstæderne ikke har kunnet komme frem, for at forhindre at demonstrationen kom ud af myndighedernes kontrol
Søndag, 13. februar opfordrer aktivisterne Elias Filali og Ali Yahia Abdennour til at demonstrere hver lørdag på Concorde-pladsen i Algier indtil der bliver indført demokratiske tilstande.   
Mandag, 14. februar meddeler udenrigsminister, Mourad Medelci, at undtagelsestilstanden i Algeriet, som har varet i 19 år, vil blive ophævet i løbet af et par dage.
Lørdag, 19. februar blev en demonstration med flere hundrede personen, brutalt slået ned af politistyrker. 
Tirsdag, 22.februar meddeler Ministerrådet at undtagelsestilstanden er ophævet. 